# 100 mètres aux championnats d'Europe d'athlétisme
Pour un article plus général, voir Championnats d'Europe d'athlétisme.
Le 100 mètres masculin fait partie des épreuves inscrites au programme des premiers championnats d'Europe d'athlétisme, en 1934, à Turin. L'épreuve féminine fait son apparition lors de l'édition suivante, en 1938.
Le Soviétique Valeriy Borzov, le Britannique Linford Christie et l'Allemande Marlies Göhr sont, avec trois médailles d'or, les athlètes les plus titrés dans cette épreuve. 
Les records des championnats d'Europe appartiennent chez les hommes au Britannique Zharnel Hughes, auteur de 9 s 95 à Berlin en 2018, et à la Française Christine Arron chez les femmes qui établit l'actuel record d'Europe en 10 s 73 en finale des championnats d'Europe 1998, à Budapest.

## Palmarès

### Hommes
| Édition | Or                          | Argent                       | Bronze                           |
| ------- | --------------------------- | ---------------------------- | -------------------------------- |
| 1934    | Christiaan Berger 10 s 6    | Erich Borchmeyer 10 s 7      | József Sir 10 s 7                |
| 1938    | Martinus Osendarp 10 s 5    | Orazio Mariani 10 s 6        | Lennart Strandberg 10 s 6        |
| 1946    | John Archer 10 s 6          | Haakan Tranberg 10 s 7       | Carlo Monti 10 s 8               |
| 1950    | Étienne Bally 10 s 7        | Franco Leccese 10 s 7        | Vladimir Sukhariev 10 s 7        |
| 1954    | Heinz Fütterer 10 s 5       | René Bonino 10 s 6           | George Ellis 10 s 7              |
| 1958    | Armin Hary 10 s 3           | Manfred Germar 10 s 4        | Peter Radford 10 s 4             |
| 1962    | Claude Piquemal 10 s 4      | Jocelyn Delecour 10 s 4      | Peter Gamper 10 s 4              |
| 1966    | Wieslaw Maniak 10 s 5       | Roger Bambuck 10 s 5         | Claude Piquemal 10 s 5           |
| 1969    | Valeriy Borzov 10 s 4       | Alain Sarteur 10 s 4         | Philippe Clerc 10 s 5            |
| 1971    | Valeriy Borzov 10 s 3       | Gerhard Wucherer 10 s 5      | Vasílios Papayeorgópoulos 10 s 6 |
| 1974    | Valeriy Borzov 10 s 27      | Pietro Mennea 10 s 34        | Klaus-Dieter Bieler 10 s 35      |
| 1978    | Pietro Mennea 10 s 27       | Eugen Ray 10 s 36            | Vladimir Ignatenko 10 s 37       |
| 1982    | Frank Emmelmann 10 s 21     | Pierfrancesco Pavoni 10 s 25 | Marian Woronin 10 s 28           |
| 1986    | Linford Christie 10 s 15    | Steffen Bringmann 10 s 20    | Bruno Marie-Rose 10 s 21         |
| 1990    | Linford Christie 10 s 00    | Daniel Sangouma 10 s 04      | John Regis 10 s 07               |
| 1994    | Linford Christie 10 s 14    | Geir Moen 10 s 20            | Aleksandr Porkhomovskiy 10 s 31  |
| 1998    | Darren Campbell 10 s 04     | Dwain Chambers 10 s 10       | Harálabos Papadiás 10 s 17       |
| 2002    | Francis Obikwelu 10 s 06    | Darren Campbell 10 s 15      | Roland Németh 10 s 27            |
| 2006    | Francis Obikwelu 9 s 99     | Andrey Yepishin 10 s 10      | Matic Osovnikar 10 s 14          |
| 2010    | Christophe Lemaitre 10 s 11 | Mark Lewis-Francis 10 s 18   | Martial Mbandjock 10 s 18        |
| 2012    | Christophe Lemaitre 10 s 09 | Jimmy Vicaut 10 s 12         | Jaysuma Saidy Ndure 10 s 17      |
| 2014    | James Dasaolu 10 s 06       | Christophe Lemaitre 10 s 13  | Harry Aikines-Aryeetey 10 s 22   |
| 2016    | Churandy Martina 10 s 07    | Jak Ali Harvey 10 s 07       | Jimmy Vicaut 10 s 08             |
| 2018    | Zharnel Hughes 9 s 95       | Reece Prescod 9 s 96         | Jak Ali Harvey 10 s 01           |
| 2022    | Marcell Jacobs 9 s 95       | Zharnel Hughes 9 s 99        | Jeremiah Azu 10 s 13             |
| 2024    | Marcell Jacobs 10 s 02      | Chituru Ali 10 s 05          | Romell Glave 10 s 06             |

## Records des championnats

### Hommes
| Temps   | Athlète            | Lieu      | Date              | Record |
| ------- | ------------------ | --------- | ----------------- | ------ |
| 10 s 6  | Christiaan Berger  | Turin     | 7 septembre 1934  |        |
| 10 s 6  | Jozsef Sir         | Turin     | 7 septembre 1934  |        |
| 10 s 6  | Christiaan Berger  | Turin     | 7 septembre 1934  |        |
| 10 s 5  | Martinus Osendarp  | Paris     | 3 septembre 1938  |        |
| 10 s 5  | Orazio Mariani     | Paris     | 3 septembre 1938  |        |
| 10 s 5  | Lennart Strandberg | Paris     | 3 septembre 1938  |        |
| 10 s 4  | Orazio Mariani     | Paris     | 3 septembre 1938  |        |
| 10 s 4  | Jocelyn Delecour   | Stockholm | 19 août 1958      |        |
| 10 s 3  | Armin Hary         | Stockholm | 20 août 1958      |        |
| 10 s 3  | Marian Foik        | Belgrade  | 12 septembre 1962 |        |
| 10 s 3  | Peter Gamper       | Belgrade  | 12 septembre 1962 |        |
| 10 s 3  | Alfred Hebauf      | Belgrade  | 12 septembre 1962 |        |
| 10 s 3  | Peter Gamper       | Belgrade  | 12 septembre 1962 |        |
| 10 s 3  | Gerhard Wucherer   | Helsinki  | 10 août 1971      |        |
| 10 s 26 | Valeriy Borzov     | Helsinki  | 11 août 1971      |        |
| 10 s 19 | Pietro Mennea      | Prague    | 29 août 1978      |        |
| 10 s 19 | Pietro Mennea      | Prague    | 29 août 1978      |        |
| 10 s 16 | Steffen Bringmann  | Stuttgart | 27 août 1986      |        |
| 10 s 15 | Linford Christie   | Stuttgart | 27 août 1986      |        |
| 10 s 09 | Linford Christie   | Split     | 28 août 1990      |        |
| 10 s 08 | Linford Christie   | Helsinki  | 7 août 1994       |        |
| 10 s 04 | Darren Campbell    | Budapest  | 19 août 1998      |        |
| 9 s 99  | Francis Obikwelu   | Göteborg  | 8 août 2006       |        |
| 9 s 97  | Jimmy Vicaut       | Berlin    | 7 août 2018       |        |
| 9 s 95  | Zharnel Hughes     | Berlin    | 7 août 2018       |        |
| 9 s 95  | Marcell Jacobs     | Munich    | 16 août 2022      |        |

### Femmes
| Temps   | Athlète         | Lieu      | Date             | Record |
| ------- | --------------- | --------- | ---------------- | ------ |
| 11 s 13 | Irena Szewińska | Rome      | 3 septembre 1974 |        |
| 11 s 13 | Irena Szewińska | Prague    | 3 septembre 1974 |        |
| 11 s 13 | Marlies Göhr    | Prague    | 30 août 1978     |        |
| 11 s 01 | Marlies Göhr    | Athènes   | 7 septembre 1982 |        |
| 10 s 98 | Marlies Göhr    | Stuttgart | 27 août 1986     |        |
| 10 s 91 | Marlies Göhr    | Stuttgart | 27 août 1990     |        |
| 10 s 89 | Katrin Krabbe   | Split     | 28 août 1990     |        |
| 10 s 81 | Christine Arron | Budapest  | 19 août 1998     |        |
| 10 s 73 | Christine Arron | Budapest  | 19 août 1998     | RE     |